# Drury Lane Theatre

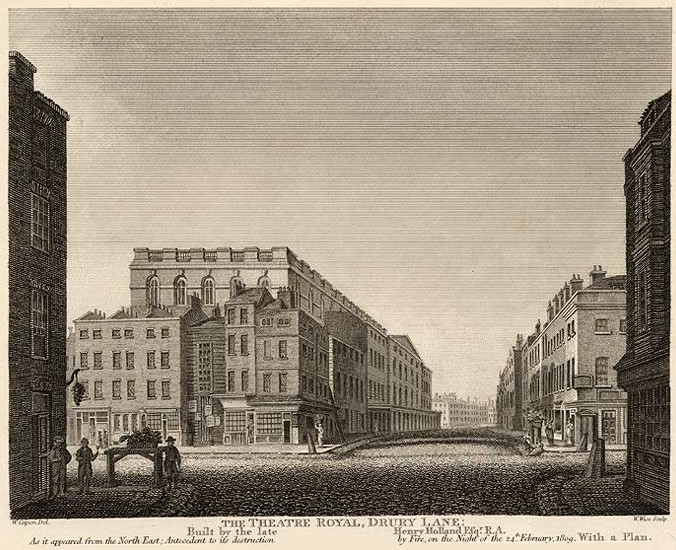
Drury Laneteaterns exteriör 1809.

Drury Lane Theatre är en teater vid Drury Lane, West End, London.
Här öppnades 1615 en teater, som efter de populära tuppfäktningarna kallades The cockpit. Teatern brändes av pöbeln 1617 men återuppbyggdes och hade under namnet Phœnix en viss betydelse. Den var som alla andra teatrar stängd under protektoratet och revs under Karl II. År 1663 öppnades den nuvarande Drury Lane-teaterns föregångare som Theatre Royal under ledning av Sir Thomas Killigrew som scen för King's Company. Teatern brann 1672, återuppbyggdes på nytt 1674, ombyggdes i praktfull stil 1772 men revs 1791 för att lämna plats för en ny teater, som öppnades 1794 och brann 1809.
Ur dess aska reste sig den nuvarande Drury Lane-teatern, ritad av Benjamin Dean Wyatt. Den öppnades 1812, restaurerades 1860 och undergick 1921 en genomgripande modernisering. Drury Lane-teatern var 1682-1695 Londons enda teater, och fram till omkring 1850 var den huvudstadens främsta scen. Bland dess direktörer märks Colley Cibber (1711-1733), David Garrick (1747-1776), Richard Brinsley Sheridan (1776-1788) och John Philip Kemble (1788-1803). Från mitten av 1800-talet förde Drury Lane-teatern en omväxlande tillvaro, tills den 1879 under ledning av Sir Augustus Harris specialiserade sig på kostympjäser och äventyrsdramatik.